# Tour du Jura
De Tour du Jura is een langeafstandsfietsroute in Frankrijk. De route maakt een lus door de Jura. Het traject is bewegwijzerd in twee richtingen.

## Traject
De route start in Dole. Hier kan worden aangesloten op de La Voie Bleue - Moselle-Saône à vélo. De route volgt deels de Doubs en gaat ook door Poligny, stad van de Comté. Tussen Arc-et-Senans en Frontenay loopt de route parallel met de P'tite Grande Traversée du Jura à vélo. In Frontenay kan worden aangesloten op de Grande Traversée du Jura à vélo.

## Aansluitingen met andere (regionale) routes
- In Dole kan worden aangesloten op de La Voie Bleue - Moselle-Saône à vélo.
- Tussen Arc-et-Senans en Frontenay loopt de route parallel met de P'tite Grande Traversée du Jura à vélo.
- In Frontenay kan worden aangesloten op de Grande Traversée du Jura à vélo.